# Freeborn County
Freeborn County är ett administrativt område i delstaten Minnesota i USA, med 31 255 invånare. Den administrativa huvudorten (county seat) är Albert Lea som Carl Freeborn grundat. Countyt är döpt efter William Freeborn.

## Politik
Freeborn County har röstat på demokraternas kandidat i de flesta presidentval sedan 1930-talet. I valet 2016 vann dock republikanernas kandidat med siffrorna 54,9 procent mot 37,6 för demokraternas kandidat. Detta var den första republikanska segern i området i ett presidentval sedan valet 1980 och den största segern i området för en republikansk kandidat sedan valet 1972.

## Geografi
Enligt United States Census Bureau har countyt en total area på 1 872 km². 1 833 km² av den arean är land och 39 km² är vatten.

### Angränsande countyn
- Steele County - nordost
- Mower County - öst
- Worth County, Iowa - syd
- Winnebago County, Iowa - sydväst
- Faribault County - väst
- Waseca County - nordväst

### Orter
- Albert Lea (huvudort)
- Alden
- Hollandale
- Myrtle